# 1997 у футболі
Нижче наведені футбольні події 1997 року у всьому світі.

## Засновані клуби
- Баку (Азербайджан)
- Вентспілс (Латвія)
- Інтер (Баку) (Азербайджан)
- Металургс (Лієпая) (Латвія)
- Ред Бойз Діфферданж (Люксембург)

## Національні чемпіони
- Англія: Манчестер Юнайтед
- Аргентина
  - Клаусура: Рівер Плейт
  - Апертура: Рівер Плейт
- Бразилія: Васко да Гама
- Італія: Ювентус
- Іспанія: Реал Мадрид
- Нідерланди: ПСВ
- Німеччина: Баварія (Мюнхен)
- Парагвай: Олімпія (Асунсьйон)
- Португалія: Порту
- Україна: Динамо (Київ)
- Франція: Монако